# Paulína Fialková
Paulína Fialková, född 25 oktober 1992, är en slovakisk skidskytt som debuterade i världscupen i januari 2012. Hennes första pallplats i världscupen kom när hon slutade tvåa i masstarten den 25 mars 2018 i Tiumen i Ryssland.
Fialková deltog i OS 2014, 2018 och 2022.